# 素海霖
素海霖（英語：So Hoi-lam Erena，1997年2月9日—），原名蘇凱琳，香港女演員及AV女優。2023年3月15日以和名繪麗奈（日语：／ Erena */?）經FALENO star公司於日本出道，成為香港史上進軍日本色情界第一人。

## 簡歷
素海霖原名蘇凱琳，1997年2月9日生於英屬香港，為家中獨女。據素海霖自述，她從12歲就已接觸色情相片與成人影片後，並發現自己很喜歡做愛，自此萌發了對色情行業的興趣。
素海霖小學與中學曾加入羽毛球校隊。中學畢業後，2016年於香港大名娛樂旗下以藝名「蘇浵」出道。2017年曾出演歌手劉浩龍單曲《不一定》音樂影片的女主角，同年亦曾參演由耀榮文化製作的首部香港電影《鱷魚談》，然而該片拍畢後上映無期。此後於公司內發展乏善可陳，最終約於2019年中約滿恢復自由身。在這段時間，素海霖曾有過Instagram帳號，追蹤者曾達七萬人。但該帳號隨後遭檢舉而關閉。由於帳號關閉影響收入、並對攻擊她的網民感到痛苦，素海霖當時曾一度想過自殺。在帳號回復後，她的第一張社群動態照片，為一張遮去一隻眼睛的照片。一般認為該圖是向反對逃犯條例修訂草案運動的爆眼少女案致敬。
2021年，素海霖以本名參演香港電影《＃PTGF出租女友》。2022年參與ViuTV節目《晚吹—戀講嘢》分享戀愛及性經驗。同年，又曾應日本流行的「不穿胸罩散步」風潮，拍攝一條在香港尖沙咀海傍不穿胸罩散步的YouTube短片，並亦有設立Patreon專頁售賣寫真。
素海霖曾多次向日本色情片製作公司自薦，惟不成功。直到後來才經台灣公司介紹加入FALENO star。2023年3月15日，素海霖宣布於日本以AV女優身份出道，出道作，成為首位進軍日本色情界的香港人，同時亦成為該片商首位外籍女優。其作品在同月31日的每日AMAZON JAPAN銷量排行榜中排第1名、亦分別在2023年上半年的FANZA成人DVD銷量排行榜中排第2名、以及在2023年4月的每月FANZA女優人氣排名中排第4名，總銷量逾2000支。素海霖在同年分別接受香港01、BBC News 中文、與香港獨立媒體專訪。
2025年5月10日，素海霖邀請多次網絡欺凌她的haters參與面談。警方一度要求面談活動要在室內舉行。素海霖表示舉辦活動的動機，是想理解他們的內心：想理解自己沒傷害過對方，但對方長期人身攻擊的原因。

## 軼事

### 個人生活
素海霖曾經交過幾位男友。在《晚吹—戀講嘢》的訪談中，她提及自己曾多次出軌，以報復對方不忠。但男方一直都沒察覺，直到素海霖最後主動公佈，憤怒的男方以暴力回應素海霖。素海霖自述這次的交往，對其交友觀有很大的影響。素海霖之後又交過另一位男友。但其已過世。在之後的採訪中，素海霖多次形容自己是不相信人性與愛情的「不婚主義者」。
素海霖最欣賞的女性是蔡英文。她讚賞蔡英文堅持做自己、不受其他國家影響。

### 楊潤雄新聞稿二次創作
2023年3月15日，素海霖宣布於日本以AV女優身份出道。同日，有網民惡搞香港文化體育及旅遊局局長楊潤雄於3月13日發出恭賀楊紫瓊獲頒第95屆奧斯卡金像獎最佳女主角的政府新聞稿，將內容改為其恭賀素海霖成功進軍日本色情界，其後相關圖片更於香港連登討論區上流傳。文體旅遊局發言人其後指收到市民舉報相關事件，嚴正聲明當局絕無發表該偽造新聞稿，並同時已報警處理。

## 演出作品

### 電影
| 首映             | 電影名                | 角色   |
| ---------------- | --------------------- | ------ |
| 2017年（未上映） | 鱷魚談                |        |
| 2021年           | ＃PTGF出租女友        | 雯雯   |
| 待宣佈           | 一路向西 2 東京AV攻略 | 待宣佈 |

### 音樂錄像
| 年份   | 歌曲     | 歌手   |
| ------ | -------- | ------ |
| 2017年 | 不一定   | 劉浩龍 |
| 2023年 | 二泊三日 | N9     |

### 成人影片
| 年份   | 番號      | 片名                                                                                             | 中文譯名                                                                    |
| ------ | --------- | ------------------------------------------------------------------------------------------------ | --------------------------------------------------------------------------- |
| 2023年 | FSDSS-644 | [ 25 ]                                                                                           | 香港土生土長的女子 新人繪麗奈AV出道作                                       |
| 2023年 | FSDSS-645 | 初めてだらけの性感開発3 本番スペシャル！！絵麗奈                                                 | 第一次色情開發3 正式演出特別節目！！繪麗奈                                  |
| 2023年 | FSDSS-716 | 世界初！香港人絵麗奈がご奉仕してくれるFALENOstar限定最高級ソープランド                           | 世界初！香港人繪麗奈將為您服務 FALENOstar限定最高級泡泡浴                   |
| 2023年 | FSDSS-717 | 香港人・絵麗奈【初ドラマ】広東語講師の胸チラ無自覚誘惑に耐え切れず僕たちは言葉の壁を越えた       | 香港人繪麗奈【首部劇情】抵擋不住粵語老師胸部的誘惑 我們克服了語言障礙       |
| 2023年 | FSDSS-752 | これが噂の香港エロティカルスパ 絵麗奈                                                            | 這就是傳聞中的香港色情水療中心 繪麗奈                                       |
| 2023年 | FSDSS-753 | 今日、好きになりそうです。通訳無しの2人っきりお泊りデートにドキドキしてから交わる濃密性交 絵麗奈 | 今天我要愛上你。兩人於無翻譯下進行過夜約會，興奮後發生了激烈的性行為 繪麗奈 |

### 廣告
| 首播   | 公司       |
| ------ | ---------- |
| 2024年 | 力神NMN    |
| 2024年 | Zone安全套 |
| 2023年 | 極樂雄丹   |

## 延伸閱讀
- Mok, Lea. . Hong Kong Free Press. 2 April 2023  [28 May 2025].

## 外部連結
- FALENO官方網站
- 素海霖的X（前Twitter）
- YouTube上的Thisisshl 素小姐頻道
- 素海霖的Instagram帳戶
- 素海霖在香港影庫上的簡介